# Race Across the World Sverige
Race Across the World Sverige är ett svenskt kombinerat reseprogram och realityprogram som hade premiär på Kanal 5 och strömningstjänsten Max den 5 september 2024. Programledare är Kristin Kaspersen. Den svenska upplagan är baserad på det brittiska TV-programmet Race Across the World från 2019.

## Upplägg
I serien tävlar fem tvåmannalag om att ta sig 11 000 kilometer, från Marocko till Tromsö i Norge, via ett antal obligatoriska stopp. De får inte flyga, använda sina telefoner eller betalkort och har en begränsad budget. Resan tar cirka 40 dagar.

## Deltagare

### Säsong 1
- Felix Herngren och Clara Herngren
- Thomas Wassberg och Björn Wieser
- Eva Röse och Karin Röse (vinnare Säsong 1)
- Peter Magnusson och Lotta Blomqvist
- Emil Henrohn och Carl Hedin

### Säsong 2
- Fredrik Hallgren och Bjarne Hallgren
- Magdalena Forsberg och Tobias Karlsson
- Malin Gramer och Sofia Wistam
- Tobbe Blom och Anders Öfvergård

Källa: 